# چیپ کید
چیپ کید (انگلیسی: Chip Kidd؛ زادهٔ ۱۲ سپتامبر ۱۹۶۴) طراح گرافیک، نویسنده، و متصدی ویراستاری اهل ایالات متحده آمریکا است. او یکی از شناخته‌شده‌ترین طراحان جلد کتاب در حال حاضر است. به‌گفتهٔ تارنمای تد، طراحی‌های کید انقلابی در بسته‌بندی کتاب در آمریکا پدیدآورده است.
کید در سال ۲۰۱۴ میلادی مدال ای‌آی‌جی‌ای، در سال ۲۰۰۷ میلادی جایزهٔ طراحی ملی، و در سال ۱۹۹۷ میلادی جایزهٔ مرکز بین‌المللی عکاسی را بدست آورد.

## آغاز زندگی
کید در شلینگتن در شهرستان برکس به دنیا آمد و با الهام گرفتن بسیار از فرهنگ عامهٔ آمریکایی بزرگ شد. کتاب‌های کامیک برای او مانند دروازه‌ای به طراحی گرافیک بودند. بتمن و سوپرمن نخستین خاطرات کودکی او را شامل می‌شوند. کید در دانشگاه ایالتی پنسیلوانیا به تحصیل پرداخت و در ۱۹۸۶ میلادی با مدرک طراحی گرافیک فارغ‌التحصیل شد.

## کار

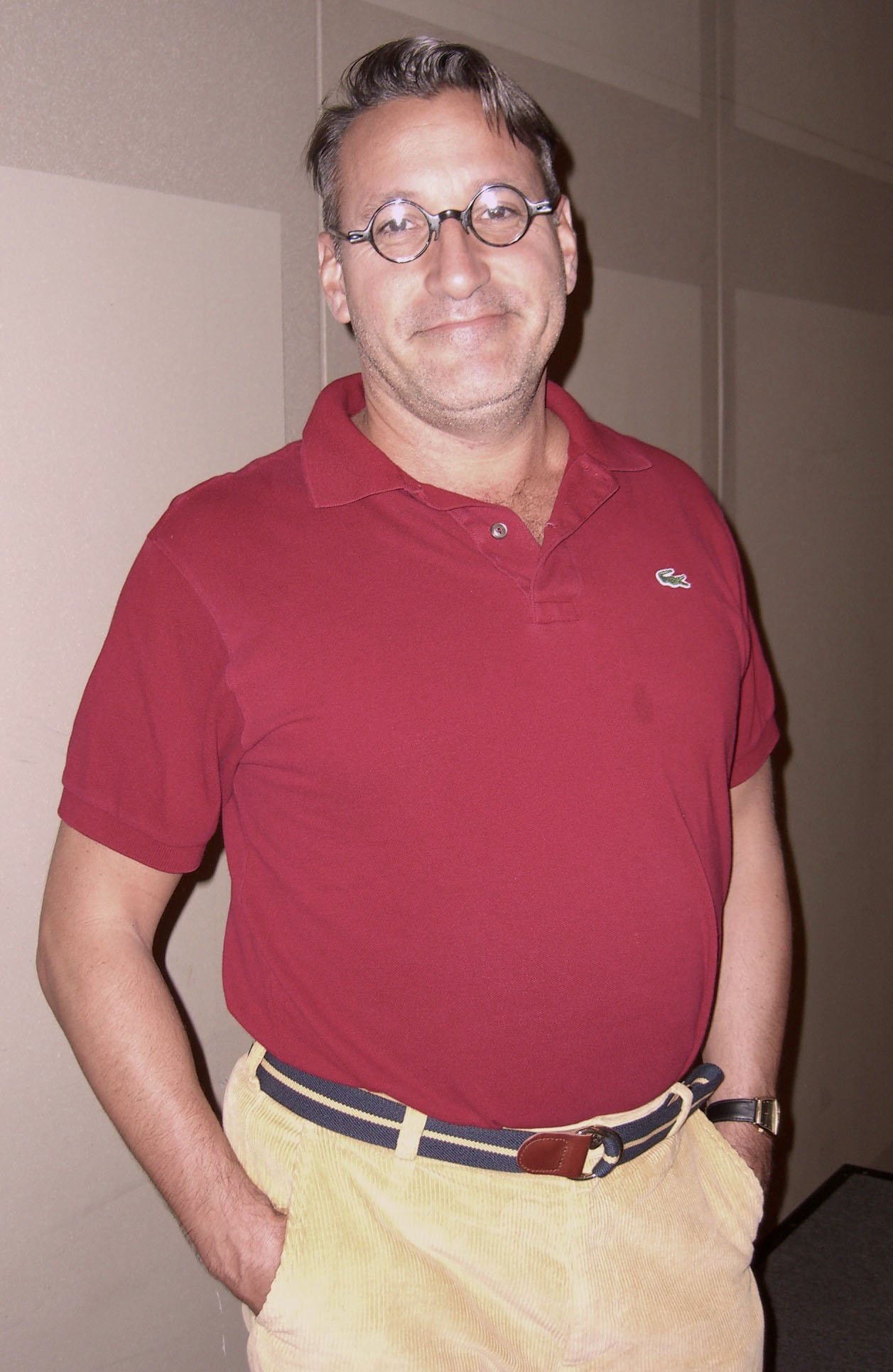
چیپ کید

کید در طول حرفه‌اش، یک طراح گرافیک، طراح جلد کتاب، ویراستار، نویسنده، سخنران، و موسیقیدان بوده‌است. بر پایهٔ گرافیک دیزاین: آمریکن تو، او «در ده سال گذشته موجب گسترش انقلابی در هنر بسته‌بندی کتاب در آمریکا شده‌است.» یکی از ویژگی‌های ثابت سبک انقلابی کید این است که کتاب‌هایش از یک ظاهر مشخص پیروی نمی‌کنند، همانگونه که خود او می‌گوید: «ظاهر مشخص فلج‌کننده است، [چرا که] موثرترین و ساده‌ترین راه حل‌ها با سبک دیکته نمی‌شوند».

### طراحی جلد
کید هم‌اکنون مدیر هنری دستیار در انتشارات آلفرد ای. کناف، زیرمجموعه‌ای از راندوم هاوس است. او نخستین بار در ۱۹۸۶ میلادی به عنوان دستیار تازه‌کار در کناف استخدام شد. او به‌طور متوسط سالی ۷۵ روکش جلد طراحی می‌کرد. او به‌جز کناف، برای انتشارات آمازون، دابلدی، هارپرکالینز، پنگوئن، پسران چارلز اسکریبنر، گرو پرس، و دانشگاه کلمبیا هم کار کرده‌است. او همچنین به عنوان ناظر گرافیکی رمان‌ها در پانتون بوکس کار کرده‌است. در سال ۲۰۰۳ میلادی، او با همکاری با آرت اشپیگلمن بر روی زندگی‌نامه‌ای از هنرمند طراح کارتون، جک کول کار کرد که حاصل آن کتابی شد با نام جک کول و مرد پلاستیکی: فرم‌ها محدودیت‌هایشان را شکل دادند. برخی از نویسندگانی که کید جلد کتابهایشان را طراحی کرده‌است عبارتند از: برت ایستون الیس، هاروکی موراکامی، کورمک مک‌کارتی، فرانک میلر، الکس راس، چارلز شولتس، اوسامو تزوکا، دیوید سداریس، دونا تارت، و جان آپدایک. یکی از شناخته‌شده‌ترین کتاب‌هایی که کید جلدشان را طراحی کرده‌است، پارک ژوراسیک نوشتهٔ مایکل کرایتون است که از روی آن فیلمی نیز ساخته شده‌است. برخی از نویسندگان مانند الیور ساکس با کید برای طراحی جلد کتاب‌هایشان قرارداد بسته‌اند. مجلهٔ تایم اوت نیویورک دربارهٔ تأثیر کید نوشته است، «تاریخ طراحی جلد کتاب به دو دوره تقسیم می‌شود، پیش از طراح گرافیکی به نام کید و پس از او».
پابلیشرز ویکلی جلدهای کتاب کید را «ترسناک، گیرا، کنایه‌آمیز، هوشمند، و غیرقابل پیش‌بینی؛ که موجب می‌شوند خوانندگان کتاب را به‌عنوان یک اثر هنری و ادبی در نظر گیرند» توصیف کرده‌است. یواس‌ای تودی او را «نزدیک‌ترین چیز به یک ستارهٔ موسیقی راک» در طراحی گرافیک امروز، نامیده است. جیمز الروی، نویسنده آمریکایی، کید را «بزرگترین طراح جلد کتاب در جهان نامده است.
کید اغلب دربارهٔ روند خلاقانه و همچنین منبع الهامش مورد پرسش قرار می‌گیرد. او در مصاحبه‌ای با مت پشکو در اینسپایرابیلیتی گفته است، «در بیشتر مواقع با آنچه که کتاب دربارهٔ آن است الهامم را دریافت می‌کنم، یا با خود متن.» او در گفتگو با یواس‌ای تودی دربارهٔ روند آفرینش جلد کتاب بیان کرده‌است که پس از خواندن دقیق کتاب با نویسنده آن تماس می‌گیرد، که «حرف نهایی را می‌زند، بنابراین این یک نقطه شروع منطقی است». به گفته او روند طراحی جلد کتاب، حل تصویری یک مسئله است. او می‌گوید که این حل کردن می‌تواند تا شش ماه طول بکشد.
کید اغلب اهمیت طراحی جلد کتاب را کم جلوه داده است. او می‌گوید، «من بسیار با این ایده که جلد کتاب موجب فروش آن خواهد شد مخالفم. بخشهای بازاریابی ناشرها معمولاً با این ایده می‌چسبند و نمی‌توانند رهایش کنند. اما این موضوع دربارهٔ این است که آیا واقعاً کتاب با مردم ارتباط برقرار می‌کند، و جلد کتاب تنها بخش کوچکی از آن است». او همچنین به عنوان کسی که کار خودش را سرزنش می‌کند شناخته می‌شود. یک نمونه از این اظهارات گفتن جمله: «من شغلم را روی دوش نویسندگان می‌اندازم» بوده‌است. او پس از طراحی جلد رمان جاده نوشتهٔ کورمک مک‌کارتی گفته‌است که: «من خوش شانسم که بخشی از آن هستم. مک‌کارتی خوش شانس نیست که مرا به عنوان طراح جلد کتابش دارد».
کید طرفدار بزرگ محصولات کامیک، و به ویژه بتمن است. او برای چندین ناشر دی‌سی کامیکس مطلب نوشته و جلد طراحی کرده‌است شامل تاریخچهٔ کامل بتمن، سوپرمن، و زن شگفت‌انگیز، عصر طلایی کتاب‌های کامیک: ۳۶۵ روز، و جک کول و مرد پلاستیکی. او همچنین اسطوره شناسی: هنر کامیک الکس راس را طراحی کرده‌است و یک داستان بتمن/سوپرمن برای کتاب نوشتن که تصویرگری آن را راس انجام داد. کید گفته‌است که نخستین جلدی که توجه او را جلب کرده‌است بدون شک بتمن بوده‌است و آن هم‌زمانی که او حدوداً سه ساله بوده‌است. به گفته کید، «بتمن خود یک راهگشایی درخشان در طراحی است». ورونیک وین، که در سال ۲۰۰۶ کتابی دربارهٔ کید نوشته است، طرفداری کید از بتمن را «وسواس کودکی و شود ادامه دار بزرگسالی» توصیف کرده‌است.

### رمان‌ها
نخستین رمان او میمون‌های پنیری (انتشارات سایمون شوستر، ۲۰۰۱) هجونامه‌ای دانشگاهی و داستانی دربارهٔ سن بلوغ است که در آن دانشجویان هنر یک کالج ایالتی در برآورده کردن خواسته‌های مدرس طراحی گرافیک سادیسمیشان دچار مشکل می‌شوند. داستان کتاب بر مبنای تجربه کید در زندگی واقعی و دوران تحصیلش به عنوان دانشجوی هنر در دانشگاه ایالتی پنسیلوانیا است.
دومین رمان کید، یادگیرندگان، شخصیت میمون‌های پنیری را نشان می‌دهد که به وسیلهٔ یک آگهی روزنامه، مجذوب آزمایش میلگرم شده‌اند. رمان از آزمایش به عنوان استعاره‌ای برای تبلیغ کردن استفاده می‌کند که در آن «محتوا» ماسک زده شده و گاهی ناخواسته به خورد مصرف‌کنندگان داده می‌شود.
در سال ۲۰۱۱ میلادی در کنفرانس کامیک نیویورک اعلام شد که کید رمان گرافیکی مرگ بتمن توسط طراحی را خواهد نوشت که آن کتاب در سال ۲۰۱۲ میلادی منتشر شد.

### کتاب‌های دیگر
در ۱۹۹۶ میلادی، کید کتاب بتمن: مجموعه را نوشته و طراحی کرد. کید همچنین با همکارش، ساول فریز بر روی کتاب دیگری به نام بتمن-مانگا!: تاریخ رازآلود بتمن در ژاپن کار کرد که در اکتبر ۲۰۰۸ برای فروش منتشر شد.

### موسیقی
در اوایل ۲۰۰۸ میلادی، کید یک گروه موسیقی موج نو/آلترنتیو راک را براه انداخت؛ که به نوشتن و ضبط موسیقی زیر نام آرتبریک پرداخت. او در این گروه به آهنگسازی، خوانندگی، و نواختن پرکاشن پرداخت. با وجود آنکه گروه به عنوان یک سرگرمی آغاز به کار کرد، کید علاقه خود را برای براه انداختن یک پروژه جدی از درون آن، ابراز کرده‌است. تا تاریخ ۲۰۰۸، گروه در ایالات متحده آمریکا به اجرا پرداخته است و برنامه تور خود را در صفحه مای اسپیس‌شان قرار داده‌اند. آن‌ها تصمیم دارند ترانه هایشان را در آلبومی به نام شگفتی زمین ضبط کنند.

### پویانمایی
در ۲۰۱۰ میلادی، کید با تیم نویسندگان مجموعه پویانمایی بتمن: شجاع و جسور در یک قسمت از آن همکاری کرد. یک بخش از آن قسمت به صورت مشهودی از کارتن بتمن در دهه ۱۹۶۰ میلادی الهام گرفته بود.

### سخنرانی‌ها
کید تاکنون در دانشگاه‌های پرینستون، ییل، هاروارد و چندین مؤسسه دیگر سخنرانی کرده‌است. او در سال ۲۰۱۲ میلادی در کنفرانس تد سخنرانی کرد. عنوان سخنرانی او، «طراحی کتاب‌ها موضوعی خنده دار نیست. بسیار خوب، هست.» بود و تاکنون بیش از ۶۶۰ هزار بازدید داشته‌است. کید همچنین اخیراً به دانشگاه پنسیلوانیا بازگشته است و سخنرانی با نام «بهتر بباز» را ارائه کرده‌است.

## افتخارها
- مدال ای‌آی‌جی‌ای (۲۰۱۴)[۱۵]
- جایزه طراحی ملی برای ارتباط (۲۰۰۷)
- جایزه بی‌نهایت مرکز بین‌المللی عکاسی برای طراحی (۱۹۹۷)

## زندگی شخصی
کید همجنس‌گرا است. او در سال ۲۰۱۳ میلادی با شاعر آمریکایی، جی. دی. مک‌لاچی ازدواج کرد. کید اکنون در آپر ایست ساید منهتن زندگی می‌کند.
کید کار ویرایشی‌اش را ادامه می‌دهد. او به‌طور مرتب برای ناشرانی چون ووگ، نیویورک تایمز، و اینترنینمنت دربارهٔ طراحی گرافیک و هنر عامه، مطلب می‌نویسد.